# Condado de Fayette (Tennessee)
O Condado de Fayette é um dos 95 condados do Estado americano do Tennessee. A sede do condado é Somerville, e sua maior cidade é Somerville. O condado possui uma área de 1 829 km² (dos quais 4 km² estão cobertos por água), uma população de 28 806 habitantes, e uma densidade populacional de 16 hab/km² (segundo o censo nacional de 2000). O condado foi fundado em 1824.